# Lille John
Lille John (på engelsk Little John) er Robin Hood kammerat og følgesvend, der tjener som hans næstkommanderende for de muntre svende. Han er én af kun en håndfuld navngivne karakterer, der bliver konsistent relateret til Robin Hood, og han er en af de to ældste af de muntre svende sammen med Much the Miller's Son.
Hans navn er en ironisk reference til hans enorme positur, og han bliver normalt afbildet som en stor kriger og som en stor mester med quarterstaff.
På film og i tv er han blevet spillet af bl.a. Archie Duncan i tv-serien fra 1950'erne, Nicol Williamson i Robin and Marian, James Robertson Justice i Disney-filmen The Story of Robin Hood and His Merrie Men (1952), Clive Mantle i tv-serien Robin of Sherwood fra 1980'erne, Bin Shimada som stemme i animeserien Robin Hood no Daibōken, Terrence Scammell lagde stemme til den animerede serie Young Robin Hood, Phil Harris lagde stemme til Lille John i Disneys animerede film Robin Hood (1973), David Morrissey i Robin Hood og Nick Brimble i Robin Hood: Prince of Thieves – begge i 1991, og Eric Allan Kramer i Mel Brooks' Robin Hood: Men in Tights (1993).